# Barbus sublimus
Barbus sublimus är en fiskart som beskrevs av Brian W. Coad och Najafpour, 1997. Barbus sublimus ingår i släktet Barbus och familjen karpfiskar. Inga underarter finns listade.